# Калвер (Канзас)
Калвер (англ. Culver) — місто (англ. city) в США, в окрузі Оттава штату Канзас. Населення — 114 особи (2020).

## Географія
Калвер розташований за координатами 38°58′7″ пн. ш. 97°45′33″ зх. д. / 38.96861° пн. ш. 97.75917° зх. д. (38.968614, -97.759132).  За даними Бюро перепису населення США в 2010 році місто мало площу 0,40 км², уся площа — суходіл. В 2017 році площа становила 0,35 км², уся площа — суходіл.

## Демографія
Згідно з переписом 2010 року, у місті мешкала 121 особа в 48 домогосподарствах у складі 34 родин. Густота населення становила 305 осіб/км².  Було 56 помешкань (141/км²).
Расовий склад населення:
| - 92,6 % — білих - 4,1 % — чорних або афроамериканців - 0,8 % — корінних американців - 0,8 % — азіатів |

До двох чи більше рас належало 0,8 %. Частка іспаномовних становила 3,3 % від усіх жителів.
За віковим діапазоном населення розподілялося таким чином: 17,4 % — особи молодші 18 років, 66,9 % — особи у віці 18—64 років, 15,7 % — особи у віці 65 років та старші. Медіана віку мешканця становила 47,3 року. На 100 осіб жіночої статі у місті припадало 112,3 чоловіків;  на 100 жінок у віці від 18 років та старших — 108,3 чоловіків також старших 18 років.
Середній дохід на одне домашнє господарство  становив 41 856 доларів США (медіана — 38 125), а середній дохід на одну сім'ю — 50 083 долари (медіана — 48 750). За межею бідності перебувало 7,0 % осіб, у тому числі 13,3 % дітей у віці до 18 років та 6,9 % осіб у віці 65 років та старших.
Цивільне працевлаштоване населення становило 47 осіб. Основні галузі зайнятості: освіта, охорона здоров'я та соціальна допомога — 31,9 %, оптова торгівля — 14,9 %, виробництво — 12,8 %.